# Ramírez (achternaam)
Ramírez is een veel voorkomende Spaanstalige achternaam. Oorspronkelijk is de naam een patroniem en kon "zoon van Ramiro" betekenen, waarin Ramiro voor "groot nieuws" staat, of "zoon van Ramón", dat in de taal van de Visigoten "beschermer" betekende. Tijdens de Spaanse kolonisatie heeft de familienaam zich over Latijns-Amerika en de rest van de wereld verspreid.
In Colombia is Ramírez de op acht na meest voorkomende achternaam, 427.404 dragen er die naam. In Spanje is het de 27e achternaam. 135.138 personen, oftewel 0,29% van de Spaanse bevolking het Ramírez van de eerste achternaam (Spanjaarden en Zuid-Amerikanen hebben twee achternamen, waarvan de eerste de belangrijkste is, zie Iberische en Ibero-Amerikaanse achternamen).
.